# Improvisation
Improvisation bedeutet, etwas ohne Vorbereitung, aus dem Stegreif dar- oder herzustellen. Im allgemeinen Sprachgebrauch versteht man unter Improvisation auch den spontanen praktischen Gebrauch von Kreativität zur Lösung auftretender Probleme. Improvisation kann mit Aspekten von Ungeplantheit, Responsivität, Prozesshaftigkeit und Unmittelbarkeit einhergehen.
Die in der Ethnologie als „Wildes Denken“ bezeichneten Weltanschauungen der naturangepassten- und archaischen Kulturen basierte im Wesentlichen auf der Improvisation, indem Bruchstücke der Erfahrung zu einem „mythisch verzerrten Ganzen“ zusammengefügt wurden.

## Wortherkunft
Das Verb improvisieren wurde im 18. Jahrhundert aus dem italienischen improvviso entlehnt, das zu improvviso im Sinne von unvorhergesehen, unerwartet entstanden ist. Zugrunde liegt dem italienischen Wort das lat. im-pro-visus als eine Verneinungsform und lat. pro-videre als vorhersehen. Hiermit verwandt sind die deutschen Wörter Vision und Provision.

## Improvisation in der Unterhaltung
Die Fähigkeit zur Improvisation ist eine wichtige Voraussetzung für die Arbeit als Unterhaltungskünstler oder etwa als Fernsehmoderator, da eine Darbietung erst lebendig wird, wenn man auf die jeweilige Situation reagieren kann. Eine bekannte Größe auf diesem Gebiet war etwa Hans-Joachim Kulenkampff, dem es gelang, seine Fernseh-Shows teilweise um Stunden zu überziehen, ohne sein Publikum zu langweilen.
Der Mülheimer Jazzmusiker Helge Schneider wurde durch Bühnenshows bekannt, in denen er improvisierte Geschichten und Lieder vorträgt. Freie Assoziation und Improvisation ist das wichtigste Element seiner Arbeit.

## Improvisation in der Musik
Als Improvisation wird die Form musikalischer Darbietung Einzelner oder ein Zusammenspiel Mehrerer verstanden, deren Tonmaterial und Klangfolge in der Ausführung selbst entsteht und nicht vorher schriftlich fixiert worden ist.

## Improvisation im Tanz
Unter dem Einfluss der Improvisation in der Musik, z. B. durch John Cage, ist Anfang der 1970er Jahre die Tanzform Contact Improvisation entstanden. In der Contact Improvisation wird ohne feste Formen und ohne vorhersehbare Bewegungen getanzt. Die körperlichen Reflexe spielen daher eine besondere Rolle. Contact Improvisation Veranstaltungen werden (im Gegensatz zu z. B. Kursen) als Jam, abgeleitet von Jamsession, bezeichnet.

## Improvisation im Theater
In der Schauspielerausbildung ist Improvisation ein grundlegender Teil. Und sie wird vielfach in einer Inszenierung verwendet, um sich in deren Anfangsphase einem Stück annähern zu können. Darüber hinaus gab und gibt es auch immer wieder Theaterformen, die die Improvisation vor das Publikum bringen. Historisch sind dies vor allem die Stegreifkomödie und die Commedia dell’arte. Seit dem zweiten Drittel des 20. Jahrhunderts erlebt das Improvisationstheater eine Renaissance und erfreut sich zunehmender Popularität. Der Ausgangspunkt des modernen Improvisationstheater kann im Chicago der 1950er Jahre festgemacht werden. Rund um Viola Spolin und Paul Sills entstand dort eine erste Gruppe, die Improvisationstheater im modernen Sinne praktizierte. Weitere wichtige Vertreter sind Keith Johnstone, Jakob Paul Moreno und Augusto Boal. Damit verbunden ist eine Entwicklung, in der Improvisation nicht mehr länger als Ersatz für die fehlende höherwertige Textvorlage angesehen wird: Improvisationstheater entwickelt sich zu einer eigenständigen Form, die Ausdruck und Inhalte produzieren kann, wie es das Autorentheater nicht vermag.

## Improvisation in der Organisationslehre
In der Organisation der Betriebswirtschaftslehre verwendet man den Begriff der Improvisation in Zusammenhang mit fallweisen, ungeplanten Regelungen. Insbesondere im Zusammenhang mit der Lernenden Organisation gibt es mittlerweile jedoch auch Ansätze hin zur improvisierenden Organisation bzw. zum bewussten Einsatz von Improvisation im Management. Hierbei sind insbesondere die Arbeiten von Karl E. Weick (Management), Kathleen M. Eisenhardt (Organisation) und Patricia Shaw (Management und Organisation) zu nennen. Die improvisierende Organisation stellt im Kern eine besondere Form der Selbstorganisation dar. Dabei kommt es ebenso auf einen flexiblen Umgang mit Risikoberechnungsverfahren an, wie auch auf spontane Reorganisationsmöglichkeiten der Organisationsstrukturen und hochgradig personalisierbare IT-Systeme.
Im Zentrum jedes Managementansatzes und jeder Organisationstheorie steht stets die Frage nach der Strukturierung von Kommunikationsprozessen. Improvisation betrachtet dabei die durch Keith Johnstone entwickelte Perspektive auf Status – für die Organisation wurde diese Betrachtung u. a. durch Lehner und Ötsch vorgenommen. Aber auch Storytelling (Methode) ist ein wichtiges Element, um die Improvisationsfähigkeit einer Organisation zu entwickeln (siehe dazu auch Patricia Shaw).
Bei der Angewandten Improvisation werden Übungen aus dem Fundus des Improvisationstheaters zur Unterstützung von Organisations- und Personalentwicklung eingesetzt.

## Improvisation und Pädagogik
In der Pädagogik wird die Improvisation erst seit kürzerer Zeit im Hinblick auf das Handeln von Lehrern sowie im Hinblick auf schulischen Unterricht diskutiert. Während Improvisationstheatermethoden schon seit längerem als schulische Unterrichtsmethoden eingesetzt werden, ist es relativ neu, schulischen Unterricht unter der Lupe der Improvisation zu betrachten. Im Zusammenhang damit entwickelte R. Keith Sawyer das Konzept der disciplined improvisation (die er selbst seit kurzem als guided improvisation versteht), als Konzept von Unterricht, das dieses in einer Sphäre von Struktur und Improvisation verortet. Unterricht müsse demnach stark improvisatorisch gedacht und umgesetzt werden, um so auch auf die Vorstellungen und das Wissen der Schüler und Schülerinnen angemessen eingehen zu können. Für den deutschsprachigen Raum liegt bisher kaum einschlägige Forschung zu diesem Themenfeld vor. Das Werk von Stefan Danner, „Erziehung als reflektierte Improvisation“, stellt hier mitunter eine Ausnahme dar.